# Place Grimmeissen
La place Grimmeissen est une place de Strasbourg, rattachée administrativement au quartier Gare - Kléber et située dans le quartier historique de la Petite France, entre la rue du Bain-aux-Plantes, la rue du Coq et la rue des Lentilles.

## Toponymie et histoire

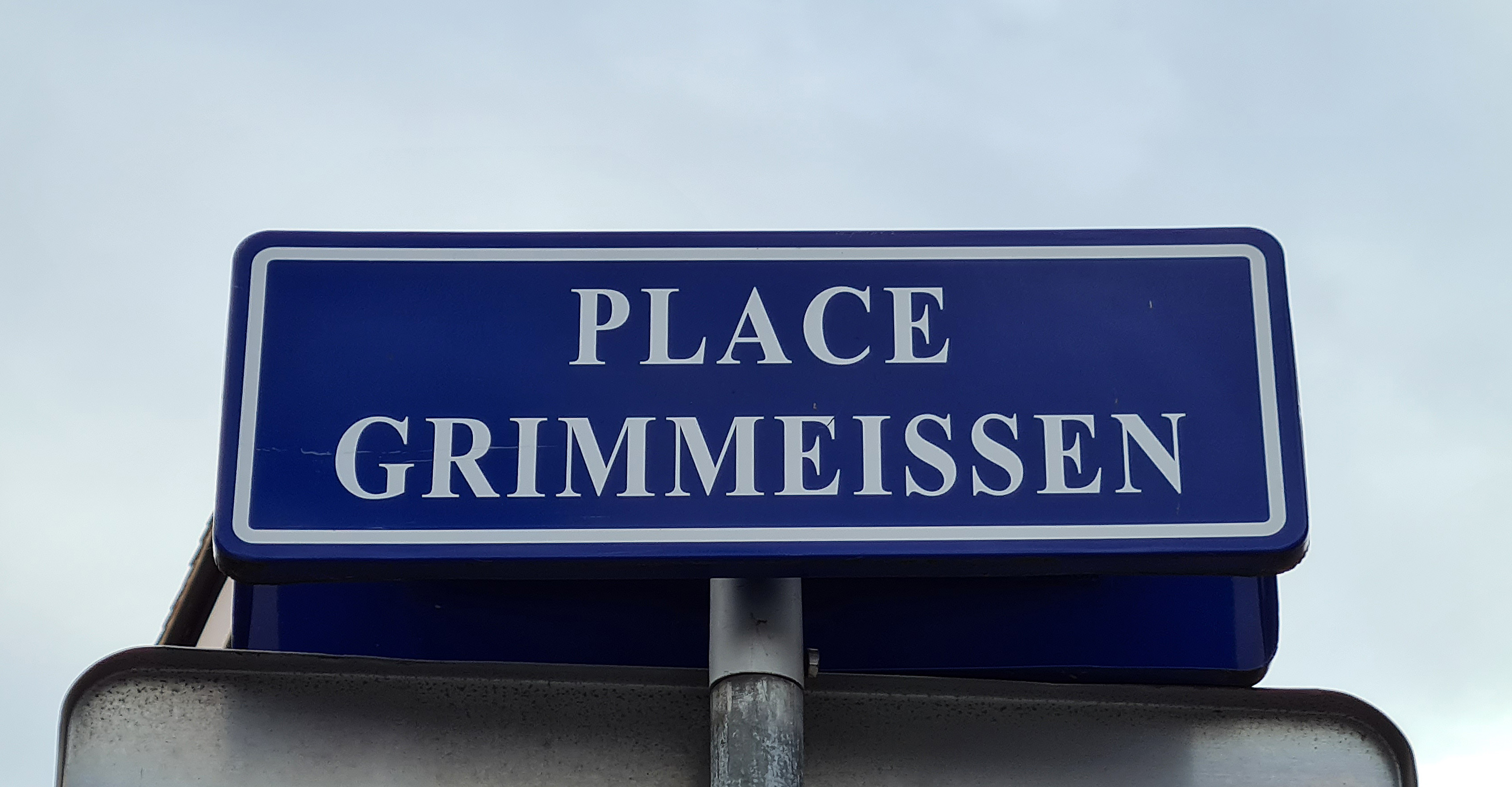
Plaque.

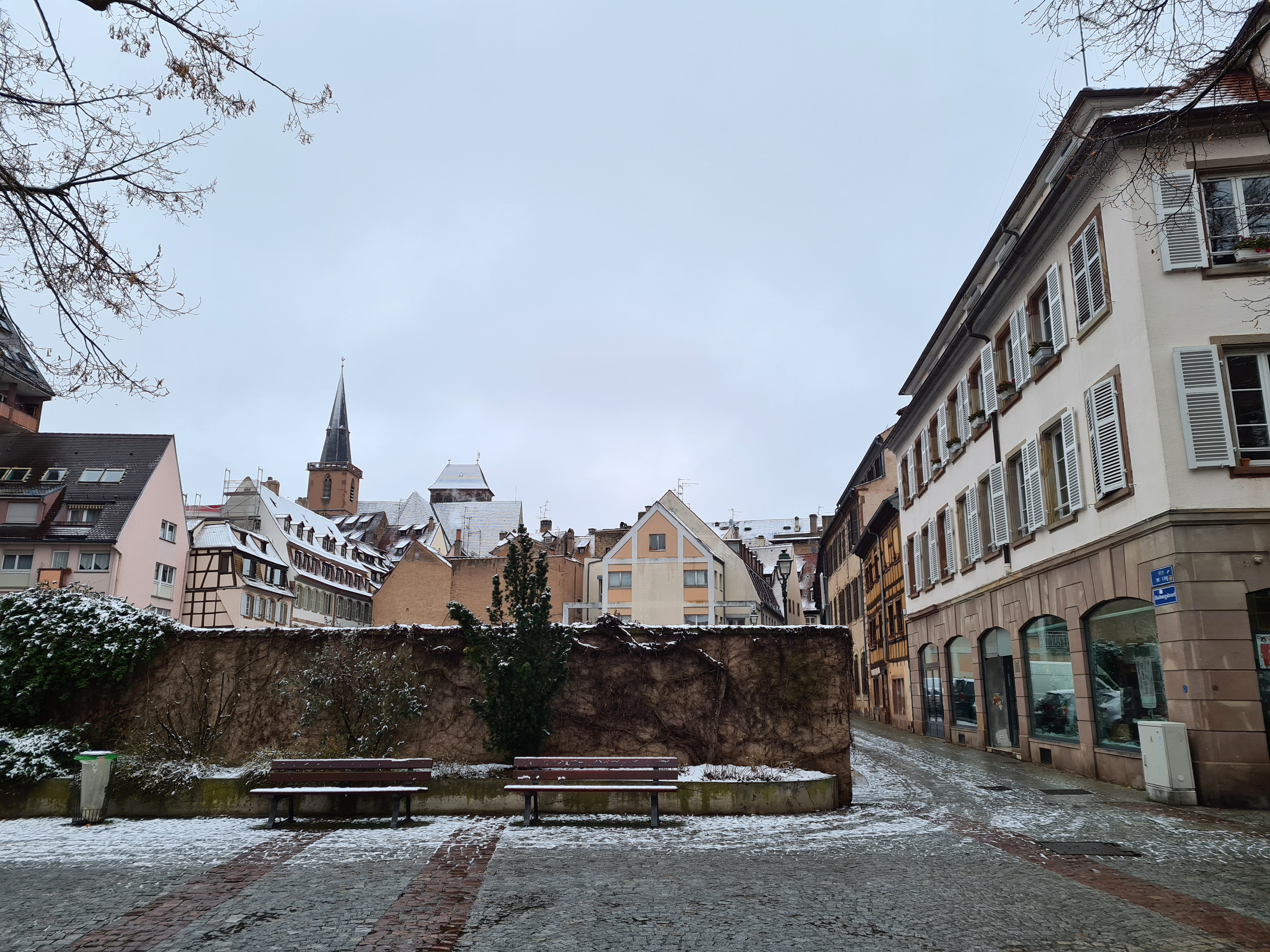
Vue depuis la rue du Bain-aux-Plantes : la place derrière le mur ; à droite, la rue du Coq.

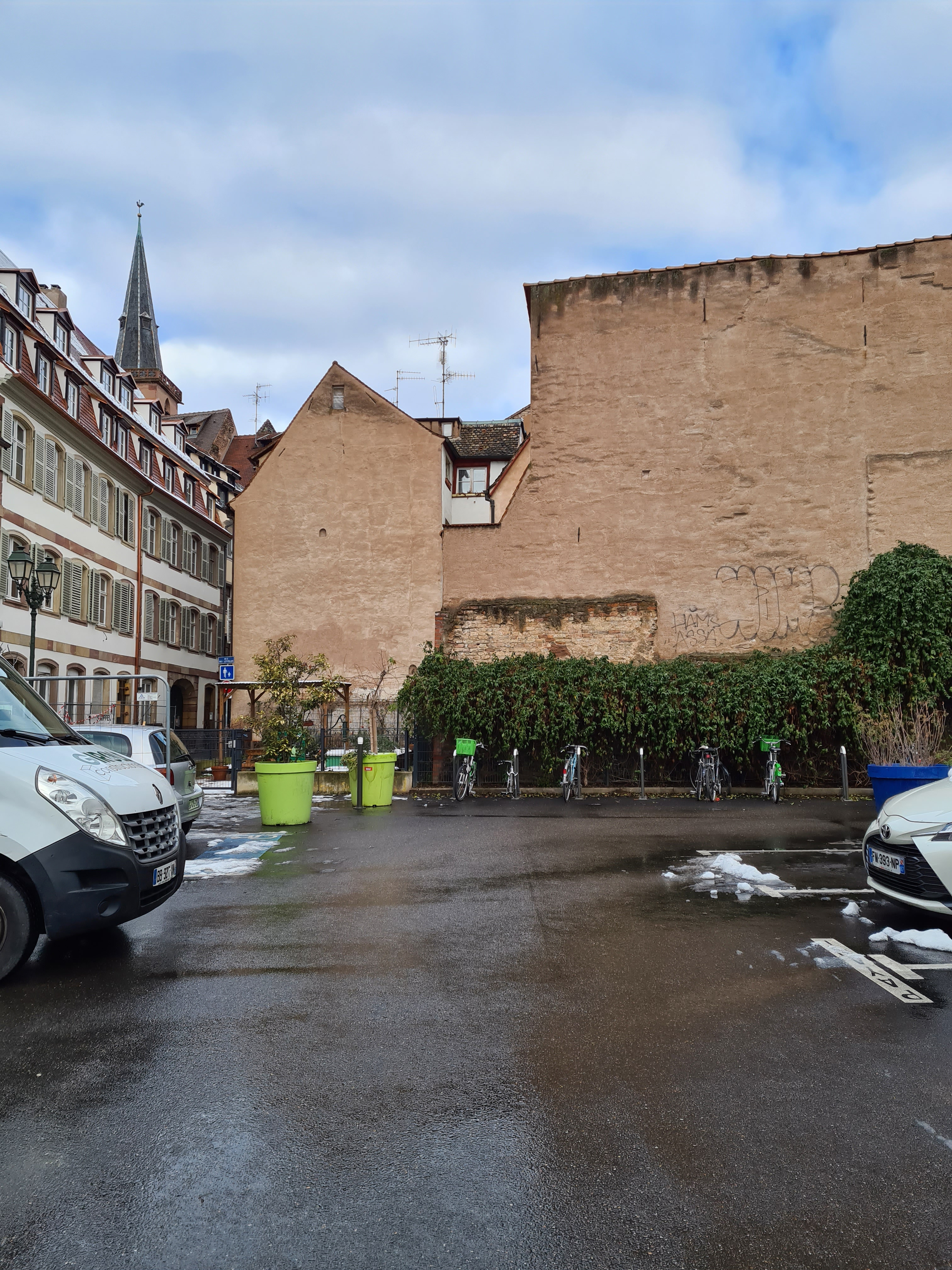
Jardin partagé à l'angle de la rue des Lentilles.

La rue doit son nom, attribué en 2004, à la famille Grimmeissen qui a dirigé de 1825 à 1985 une grande quincaillerie installée à proximité.
Après les destructions occasionnées dans le quartier par les bombardements de 1944, la Ville procède à la démolition d'autres maisons, jugées insalubres. Jusqu'à la fin des années 1970, une construction surmontée d'un hangar, appartenant à la société Grimmeissen, occupe un espace entre la rue du Coq et la rue des Lentilles. L'ensemble est démoli et remplacé par une aire de stationnement d'une centaine de places.
Cet aménagement est jugé peu esthétique et peu convivial (« une dent creuse sans âme », a-t-on pu lire) par des riverains et des associations, qui réfléchissent à plusieurs projets.
En 2012, un jardin partagé est aménagé à l'angle de la rue des Lentilles.
Depuis 2015, en marge du traditionnel Christkindelsmärik, jugé trop consumériste, des acteurs locaux de l'économie sociale et solidaire proposent à Noël un « marché OFF » qui se tient sur la place Grimmeissen. En 2020, dans le contexte de la crise sanitaire, il se digitalise.
En 2017, avec l'aide d'un urbaniste, le projet de construction d'un marché couvert est déposé auprès de la Mairie.